# Sa mạc Black Rock
Sa mạc Back Rock là một sa mạc ở bang Nevada của Hoa Kỳ. Ở sa mạc này có một mạch nước phun, tảo, các khoáng chất và một loại vi khuẩn màu xanh mang đến những màu sắc rực rỡ cho mạch nước. Tại nơi đây chúng ta có thể tận mắt chứng kiến cảnh quang kì thú và đẹp lạ này. Ngoài ra nó cũng đã chứng minh cho ta biết không phải lúc nào sa mạc cũng khô cằn, khắc nghiệt và không có sự sống.